# らくだい魔女 フウカと闇の魔女
『らくだい魔女 フウカと闇の魔女』（らくだいまじょ フウカとやみのまじょ）は、成田サトコ著の児童文学作品『らくだい魔女』シリーズを原作とした、2023年公開のアニメーション映画である。

## あらすじ
銀の城のプリンセスのフウカは、いつも失敗ばかりの“らくだい魔女”。ある日、城の地下室に隠されていた「黒水晶の腕輪」の封印を解いてしまうが、腕輪にはかつて世界を滅ぼそうとした「闇の魔女」が封じ込められていた。フウカは親友のチトセ、カリンとともに、闇の魔法で異世界に飛ばされてしまう。様々な罠が仕掛けられた遊園地にたどり着いたフウカたちは、魔法の国の危機を救おうと奮闘する。

## 登場人物
フウカ
声 - 井上ほの花
本作の主人公。風をつかさどる銀の城のお姫さま。勉強は苦手でおっちょこちょいだが、潜在能力を秘めている。
チトセ
声 - 田村睦心
時をつかさどる青の城の王子さまで、フウカとは幼馴染。クラスの女子からは人気があるが、フウカに対してだけはなぜかぶっきらぼう。
カリン
声 - 石見舞菜香
植物をつかさどる緑の城のお姫さま。フウカとは幼いころからの大親友。
キース
声 - 小野賢章
闇の魔法を使う黒の城の王子さま。神出鬼没で謎めいた少年。
リリカ
声 - 佐倉綾音
キースの妹で、黒の城のお姫さま。ワガママでヤキモチやき。勝手にキースに近づく者は全力でやっつけようとする。

## スタッフ
監督は浜名孝行、脚本は吉村清子。総作画監督とアニメーションキャラクターデザインは杉田まるみ、音響監督は小泉紀介、色彩設定は大塚眞純が担当した。
- 原作 - 「らくだい魔女」シリーズ 作・成田サトコ 絵・千野えなが（ポプラ社刊）[10]
- 監督 - 浜名孝行[10]
- 脚本 - 吉村清子[10]
- キャラクター原案 - 千野えなが[10]
- アニメーションキャラクターデザイン・総作画監督 - 杉田まるみ[10]
- 美術デザイン - 伊井蔵[10]
- プロップデザイン - 高橋靖子[10]
- 色彩設計 - 大塚眞純[10]
- 美術監督 - 青井 孝、岡本好司[10]
- 3D - 髙賀茂寛人[10]
- 撮影監督 - 柚木脇達己[10]
- 編集 - 植松淳一[10]
- 音響監督 - 小泉紀介[10]
- 音楽 - 成田旬、山崎泰之[10]
- 配給 - ポニーキャニオン[10]
- アニメーション制作 - Production I.G[10]
- 製作 - アニメ「らくだい魔女」製作委員会（ポニーキャニオン、ポプラ社、創通、フジテレビジョン）[10]

## 主題歌
「ときめきの風に乗って」
フウカ（井上ほの花）による主題歌。作詞・作曲・編曲は永塚健登。

## 原作
制作発表は2021年10月10日。2006年に第1作を刊行した成田サトコ著、千野えながのイラストによるのポプラポケット文庫「らくだい魔女」シリーズを原作としており、同作15周年を記念して映像化された。第1作の『らくだい魔女はプリンセス』から2013年刊行の第18作『らくだい魔女と闇の宮殿』までのシリーズ累計発行部数は160万部。劇場アニメ公開に合わせ、2023年3月7日より既刊18作の電子書籍配信を開始。同年夏には、19作目となる『らくだい魔女と魔界舞踏会（仮）』の発行が決定した。